# Più
Il più è un simbolo e un carattere tipografico di tipo matematico-scientifico formato da una croce da due bracci di uguale lunghezza perpendicolari fra loro sistemati nei sensi verticale ed orizzontale. Il suo nome viene dal latino plus, pluris, sostantivo di genere neutro significante "più, di più".

## Utilizzo
Il più assume significati differenti a seconda di quale sia il contesto in cui si trova:
- In matematica, esso rimanda all'idea di somma. Quando un numero viene aggiunto ad un altro, il più viene interposto tra le due cifre dando così un'addizione; il seguente è un esempio di quanto detto sopra: {\displaystyle m+n=p}. Se un numero deve essere sommato molte volte a se stesso si preferisce utilizzare il segno per al posto del più avendo cura che i due numeri moltiplicati siano l'uno la cifra da addizionare molte volte e l'altro il numero di volte che essa deve essere aggiunta; si ottiene quindi una scrittura simile: {\displaystyle n+n+n=3\times n}. Può inoltre essere utilizzato come operatore unario per indicare l'incremento di una unità.
- In insiemistica, il segno più posto come apice su una lettera maiuscola può indicare che dell'insieme indicato si considerano solo i valori positivi: {\displaystyle \mathbb {Z} ^{+}=\mathbb {N} \cup \left\{0\right\}}.
- Il più può indicare la disgiunzione logica. Nella forma ⊕ può indicare la somma diretta, la disgiunzione esclusiva o il simbolo della Terra.
- In chimica, il più può indicare uno ione positivo se usato come apice oppure che ad una sostanza se ne aggiunge un'altra se si trova in posizione normale; un esempio per entrambi i casi è il seguente: Na+ + Cl- → NaCl
- Nelle pagine HTML può essere inserito utilizzando il codice &#43;.
- In fonologia, indica la presenza di una giuntura.